# 中名生正昭
中名生 正昭（なかのみょう まさあき、1927年 - ）は、日本の歴史家。

## 略歴
東北大学法学部卒業。読売新聞社経営計画委員会幹事会幹事代表、総合技術開発室長、編集委員を歴任、三菱重工業と提携し世界初のロボット輪転機RX、日立製作所と提携しニューメディア総合配信システムSUMMITの考案開発実用化に成功。東京読売サービス創立に参画、取締役企画制作本部長。現在日本マス・コミュニケーション学会会員。

## 著書
- 『尖閣、竹島、北方四島 – 激動する日本周辺の海』 南雲堂 2011年
- 『芭蕉の謎と蕪村の不思議』 南雲堂 2004年
- 『奥の細道の謎を読む』 南雲堂 1998年
- 『アジア史の真実 - 変革と再生の近現代』 南雲堂 1997年
- 『北方領土の真実 - 300年の歴史と将来への提言』 南雲堂 1996年
- 『歴史を見なおす東北からの視点 - 東の論理』 かんき出版 1995年
- 『常識のウソ - 「それは知らなかった」「なるほど、そうだったのか」』 日新報道 1995年
- 『日本と韓国の官僚制度 - その成立と変遷』 南雲堂 2004年（朴進山との共著）

## 論文
- 国立情報学研究所収録論文 国立情報学研究所